# Classe Indiana
A Classe Indiana foi a primeira classe de couraçados pré-dreadnought operada pela Marinha dos Estados Unidos, composta pelo USS Indiana, USS Massachusetts e USS Oregon. Suas construções começaram em 1891 na William Cramp & Sons e Union Iron Works, sendo lançados ao mar em 1893 e comissionados na frota norte-americana em 1895 e 1896. Devido ao isolacionismo norte-americano da época, os navios da classe foram projetados para defesa litorânea e não tinham a intenção de serem usados em operações ofensivas, possuindo uma autonomia limitada e uma pequena borda livre, algo que restringia sua navegabilidade e criava sérios problemas de estabilidade.
Os couraçados da Classe Indiana eram armados com uma bateria principal composta por quatro canhões de 330 milímetros montados em duas torres de artilharia duplas. Tinham um comprimento de fora a fora de quase 107 metros, boca de 21 metros, calado de oito metros e um deslocamento carregado de mais de onze mil toneladas. Seus sistemas de propulsão eram compostos por quatro caldeiras a carvão que alimentavam dois motores de tripla-expansão, que por sua vez giravam duas hélices até uma velocidade máxima de quinze nós (28 quilômetros por hora). Os navios também tinham um cinturão principal de blindagem que ficava entre 102 e 457 milímetros de espessura.
Os três navios tiveram carreiras tranquilas pelos seus primeiros anos de serviço, participando principalmente de exercícios de treinamento. A Guerra Hispano-Americana começou em 1898 e as embarcações foram enviadas para Cuba, porém o Oregon estava na Costa Oeste e precisou dar a volta ao redor da América do Sul. Eles bloquearam Santiago de Cuba, com o Indiana e o Oregon afundando uma esquadra de cruzadores blindados e contratorpedeiros espanhóis na Batalha de Santiago de Cuba em julho. Após a guerra os três retornaram para suas rotinas de tempos de paz, mas o Oregon ainda assim se envolveu na Guerra Filipino-Americana e no Levante dos Boxers.
Os couraçados foram descomissionados no início da década de 1900, mas pouco depois foram reativados como navios-escola. Os três foram mais uma vez retirados do serviço em 1914, porém foram recomissionados em 1917 após os Estados Unidos entrarem na Primeira Guerra Mundial. Todos foram descomissionados pela última vez em 1919. O Indiana foi afundado em 1920 em testes de armamentos e desmontado, já o Massachusets foi deliberadamente afundado em 1921. O Oregon foi transformado em um navio-museu em 1925, porém foi tomado de volta pela marinha em 1941 e lentamente depenado pelos anos seguintes até ser totalmente desmontado em 1956.

## Pano de fundo
A classe Indiana foi muito polêmica na época de sua aprovação pelo Congresso dos Estados Unidos. Um conselho de política convocado pelo secretário da Marinha Benjamin F. Tracy apresentou um ambicioso programa de construção naval de 15 anos em 16 de julho de 1889, três anos após a autorização do Maine e do Texas. Os navios de guerra em seu plano incluiriam dez encouraçados de longo alcance de primeira linha com uma velocidade máxima de dezessete nós (31 quilômetros por hora) e um raio de ação de 10 000 km a dez nós (19 quilômetros por hora) - 6 500 milhas náuticas (12 000 km; 7 500 mi) seriam seu raio máximo. Esses navios oceânicos foram concebidos para formarem a esquadra de dissuasão, uma frota capaz de invadir os portos de origem do inimigo e com o objetivo de impedir que navios de guerra poderosos se afastassem muito de casa. Vinte e cinco encouraçados de segunda categoria com curto alcance forneceriam defesa doméstica tanto no Atlântico quanto no Pacífico e apoiariam os navios de longo alcance mais rápidos e maiores. Com um alcance de aproximadamente 2 700 milhas náuticas (5 000 km; 3 100 mi) a 10 nós e um calado de sete metros, eles viajariam do Rio St. Lawrence no norte até as Ilhas de Barlavento e Panamá no sul e poderiam entrar em todos os portos do sul dos Estados Unidos.
Foi proposto, provavelmente por razões de custo, que os encouraçados de curto alcance deveriam ter uma hierarquia de três subclasses. O primeiro teria quatro canhões de 330 milímetros em oito navios de 8 100 toneladas, o segundo teria quatro canhões de 305 milímetros em dez navios de 7 260 toneladas, e o terceiro montaria dois canhões de 305 milímetros e dois de 254 cada um em cinco navios de 6 100 toneladas. Os dois encouraçados já em construção, Texas e Maine, deveriam ser agrupados na última classe. Além disso, seriam construídos 167 navios menores, incluindo aríetes, cruzadores e torpedeiros, chegando a um custo total de 281,55 milhões de dólares americanos, aproximadamente igual à soma de todo o orçamento da Marinha dos Estados Unidos durante os 15 anos anteriores (ajustado pela inflação, 6,6 bilhões em dólares de 2009).
O Congresso recusou o plano, vendo nele o fim da política de isolacionismo dos Estados Unidos e o início do imperialismo. Mesmo alguns defensores da expansão naval estavam cautelosos; O senador Eugene Hale temia que, como a proposta era tão grande, todo o projeto fosse derrubado e nenhum dinheiro fosse apropriado para nenhum navio. No entanto, em abril de 1890, a Câmara dos Representantes dos Estados Unidos aprovou o financiamento de três encouraçados de 8 000 toneladas. Tracy, tentando aliviar as tensões dentro do Congresso, observou que esses navios eram tão poderosos que apenas doze seriam necessários em vez dos 35 previstos no plano original. Ele também cortou os custos operacionais da Marinha, dando os monitores restantes da era da Guerra Civil - que estavam totalmente obsoletos nessa época - para milícias da marinha operadas pelos estados. A apropriação também foi aprovada pelo Senado e, no total, três encouraçados de defesa costeira (a classe Indiana), um cruzador e um torpedeiro receberam aprovação oficial e financiamento em 30 de junho de 1890.
A primeira classe de navios de curto alcance, conforme previsto pelo conselho de política, deveria ter canhões de 330 milímetros e novos canhões de 127 milímetros, com um cinturão blindado de 432 milímetros, um convés blindado de setenta milímetros e 102 milímetros de blindagem nas casamatas. A classe Indiana, como realmente construída, excedeu o projeto em deslocamento em 25%, mas a maioria dos outros aspectos era relativamente semelhante ao plano original. Um cinturão de 457 milímetros e uma bateria secundária de 203 milímetros e 152 milímetros foram adotados, o último porque o Bureau of Ordnance não tinha a capacidade de construir armamento de 127 milímetros de disparo rápido. Os canhões maiores disparavam muito mais lentamente e eram muito mais pesados, mas sem os canhões maiores, os navios não seriam capazes de penetrar na blindagem de encouraçados estrangeiros.

## Projeto

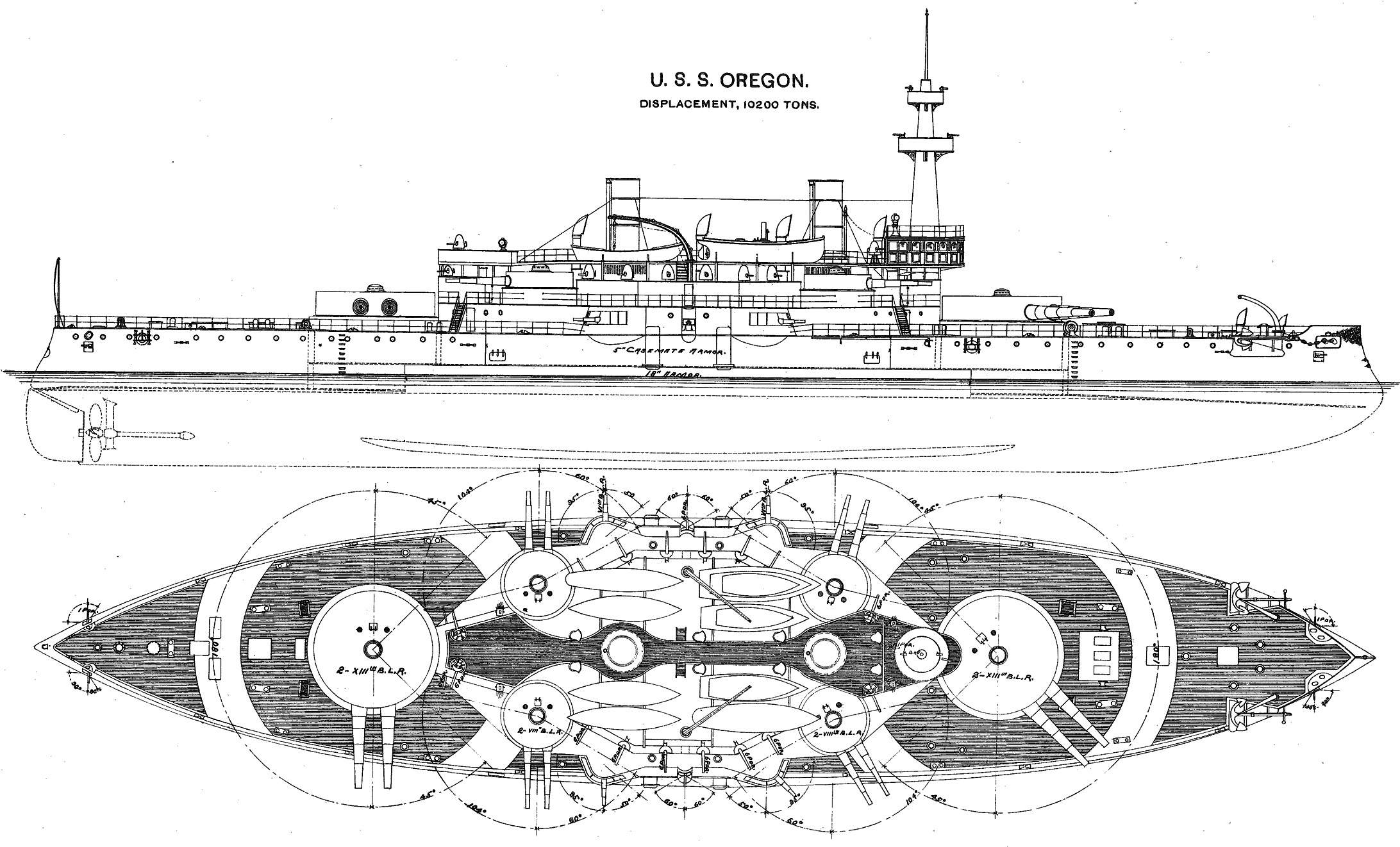
Perfil externo do Oregon, com posição e arco de tiro do armamento

### Características gerais
Os navios da classe Indiana foram projetados especificamente para defesa costeira e não se destinavam a ações ofensivas. Esta visão de projeto foi refletida em sua resistência moderada ao carvão, deslocamento relativamente pequeno e borda livre baixa, o que limitava a capacidade de navegar. No entanto, eles estavam fortemente armados e blindados, tanto que Conway's All the World's Fighting Ships os descreve como "tentando demais com um deslocamento muito limitado". Eles se assemelhavam ao encouraçado britânico HMS Hood, mas eram dezoito metros mais curtos e apresentavam uma bateria intermediária composta por oito canhões de 203 milímetros não encontrados em navios europeus, dando-lhes uma quantidade muito respeitável de poder de fogo para a época.
O projeto original da classe Indiana incluía quilhas de porão que reduziriam a tendência a adernar, mas estas quilhas elas não caberiam em nenhuma das docas secas americanas da época, então foram omitidas durante a construção. Isso significou uma redução na estabilidade, causando um sério problema para o USS Indiana, quando as duas torres principais se soltaram de seus rebites em mar agitado um ano após o comissionamento. Como as torres não eram equilibradas centralmente, elas balançavam de um lado para o outro com o movimento do navio, até serem amarradas com cordas pesadas. Quando o navio encontrou pior tempo quatro meses depois, a tripulação prontamente voltou o navio ao porto com medo de que os rebites quebrassem novamente. Isso convenceu a marinha de que quilhas de porão eram necessárias e posteriormente foram instaladas em todos os três navios.

### Armamento
Dado seu deslocamento limitado, a classe Indiana tinha armamento formidável para a época: quatro canhões de 330 milímetros, uma bateria intermediária de oito canhões de 203 milímetros e uma bateria secundária de 152 milímetros, vinte canhões Hotchkiss de 6 libras e seis metralhadoras Maxim-Nordenfelt de 1 libra, bem como seis tubos de torpedo de 450 milímetros.

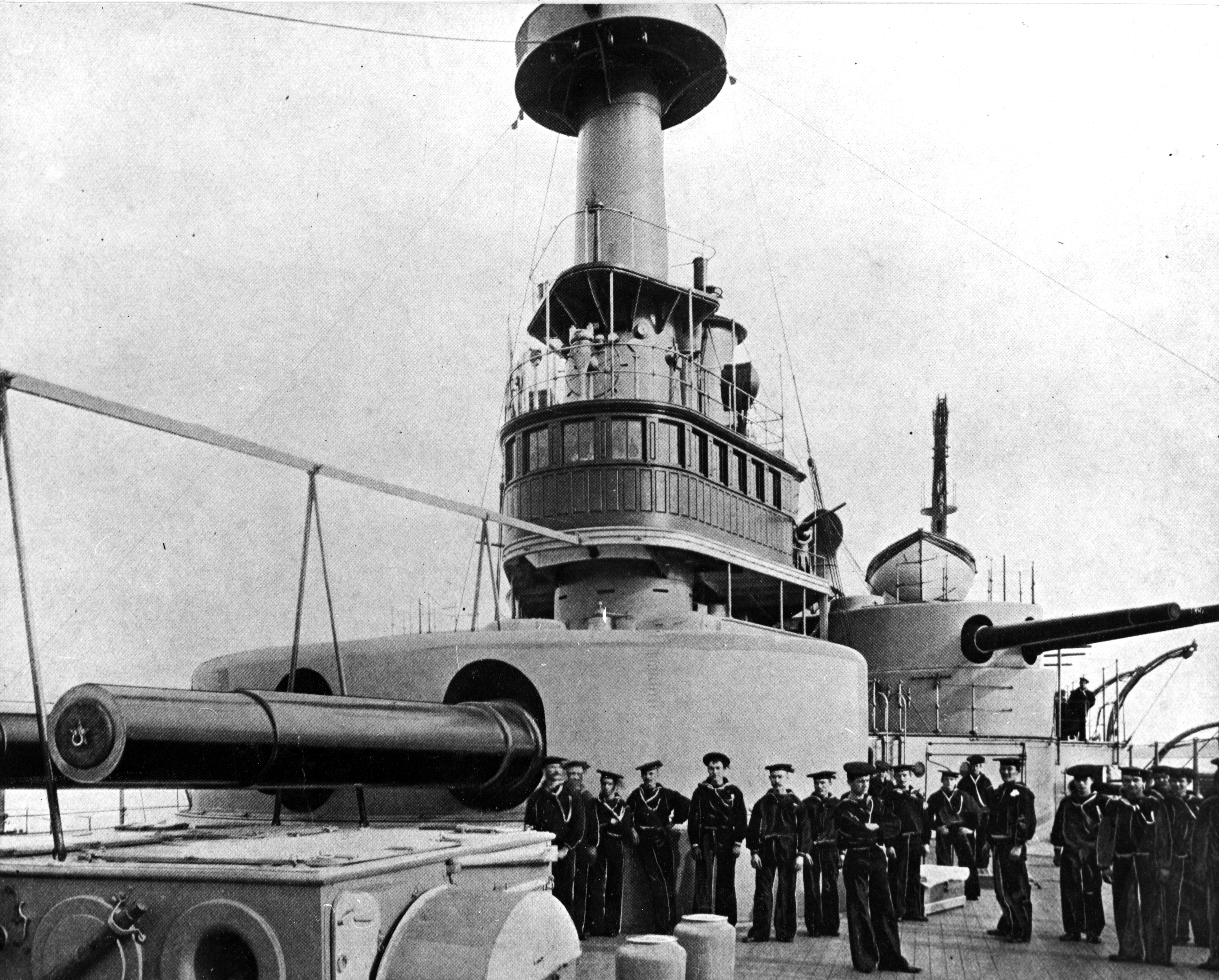
O castelo de proa de Indiana, mostrando sua torre dianteira de 330 milímetros e uma das torres de 203 milímetros

Os canhões de 330 milímetros tinham calibre 35 e usavam pólvora negra, dando um alcance aproximado de onze quilômetros a uma elevação de quinze graus. Era esperado que um projétil disparado de 5 500 metros, 250 a 300 milímetros de blindagem lateral inimiga. Os quatro canhões foram montados em duas torres centrais, localizadas na proa e na popa. As torres foram originalmente projetadas para apresentar blindagem lateral inclinada, mas os requisitos de espaço tornaram isso impossível sem usar torres de canhão significativamente maiores ou redesenhar os suportes de canhão (o que foi feito mais tarde para a classe Illinois). A borda livre baixa dos navios dificultava muito o uso da bateria principal em condições climáticas adversas, pois o convés ficava inundado. Além disso, como o navio não tinha um contrapeso para os canhões, o navio inclinaria na direção em que os canhões estavam apontados. Isso reduzia o arco máximo de elevação (e, portanto, o alcance) para cerca de cinco graus, trazia o cinturão de blindagem principal para debaixo d'água naquele lado e expunha o fundo não blindado do outro. Foi considerado em 1901 substituir as torres por novos modelos balanceados usados em navios posteriores, mas decidiu-se que seria muito caro, pois os navios já estavam obsoletos. Em vez disso, foram adicionados contrapesos, que resolveram parcialmente o problema. Os compactadores hidráulicos e os mecanismos de giro das torres de 203 milímetros também foram substituídos por equivalentes elétricos mais rápidos e eficientes, novas miras foram instaladas em Indiana e Massachusetts e novas guinchos de torre foram instalados para melhorar a velocidade de recarga, mas as recargas dos canhões nunca foram realizadas de maneira totalmente satisfatória.
Os oito canhões de 203 milímetros foram montados em pares em quatro torres laterais colocadas na superestrutura. Seu arco de fogo, embora grande no papel, era na realidade limitado. As posições de canhão adjacentes e a superestrutura seriam danificadas por sua explosão de cano se a arma fosse apontada ao lado dela, um defeito também sofrido pelos canhões de 330 milímetros. Os canhões menores de 152 milímetros foram montados em casamatas gêmeas no nível do convés principal, com um canhão de 6 libras no meio. Os outros Hotchkiss de 6 libras alinhavam-se com a superestrutura e os decks da ponte. Quatro dos canhões de 1 libra foram colocados em casamatas de casco na proa e na popa do navio e mais dois nos topos dos mastros de combate. Em 1908, todos os canhões de 152 milímetros e a maioria dos canhões mais leves foram removidos para compensar os contrapesos adicionados à bateria principal e porque o suprimento de munição para os canhões era considerado problemático. Um ano depois, doze canhões de propósito único de 76 milímetros de calibre 50 foram adicionados no meio do navio e nos topos de combate.
Fontes conflitam sobre o número de tubos de torpedos originalmente incluídos nos navios, mas é claro que eles estavam localizados no convés e tinham saídas acima da água localizados na extremidade dianteira, na popa e no meio do navio. Localizados muito perto da linha d'água para permitir o uso em movimento e vulneráveis a tiros quando abertos, eles foram considerados inúteis e foram rapidamente reduzidos em número e removidos totalmente antes de 1908.
Em 1918, houve uma proposta para modificar os três navios da classe Indiana para transportar um único calibre de 229 milímetros construído tendo o mesmo efeito que um canhão calibre 50 de 356 milímetros teria para esse tamanho. O projeto preliminar da torre de canhão foi concluído em outubro para o serviço em meados de 1919, mas o fim da guerra no mês seguinte fez com que o programa fosse convertido em um programa de teste para canhões de longo alcance. O Bureau of Ordnance decidiu testar primeiro um canhão de 178 milímetros, mas esses testes não começaram até 1922.

### Blindagem
Com exceção da blindagem do convés, torres de 203 milímetros e torre de comando - que consistia em aço níquel convencional - a classe Indiana foi protegida com a nova blindagem Harvey. Sua proteção principal era um cinturão com 457 milímetros de espessura, colocados ao longo de dois terços do comprimento do casco e 0,91 metros acima da linha d'água e 0,30 metros abaixo da linha d'água. A partir desse ponto, o cinturão foi ficando cada vez mais fino até terminar a 1,30 metros abaixo da linha d'água, onde o cinturão era de apenas 220 milímetros de espessura. Abaixo do cinturão, o navio não tinha blindagem, apenas fundo duplo. Em ambas as extremidades, o cinto foi conectado às barbetas dos canhões principais com anteparas blindadas de 360 milímetros. Nas seções da linha d'água fora desta cidadela central, os compartimentos foram preenchidos com celulose comprimida, destinada a se autovedar quando danificada. Entre o convés e o cinturão principal, foi usada uma blindagem de casco de 127 milímetros. A blindagem do convés era de 70 milímetros de espessura no interior da cidadela e 76 milímetros fora dela. A torre de comando oca era uma única chapa de 254 milímetros. A blindagem da bateira principal de 330 milímetros tinha 380 milímetros de chapeamento na torre e 430 milímetros em suas barbetas, enquanto os canhões de 203 milímetros tinham apenas 152 milímetros de revestimento vertical da torre e duzentos milímetros nas barbetas. As casamatas que protegiam os canhões de 152 milímetros eram de 127 milímetros de espessura e as outras casamatas, canhões mais leves, guinchos entre outros, eram levemente blindados.

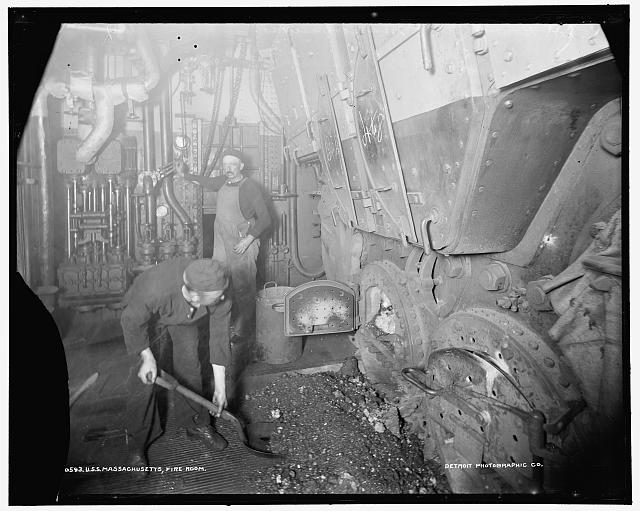
A sala da caldeira de Massachusetts

A colocação do cinturão blindado foi baseada no calado do projeto, que era de sete metros com uma carga normal de 406 toneladas de carvão a bordo. Sua capacidade total de armazenamento de carvão era de 1 626 toneladas, e totalmente carregado, seu calado aumentaria para oito metros, submergindo totalmente o cinturão. Durante o serviço real, especialmente na guerra, os navios eram mantidos totalmente carregados sempre que possível, tornando cinturão quase inútil. O fato de isso não ter sido considerado no projeto indignou o conselho de política de Walker - convocado em 1896 para avaliar os encouraçados americanos existentes e propor um projeto para a classe Illinois - e eles estabeleceram um padrão de que a carga de carvão e munição para a qual os futuros navios foram projetados deveria ser de pelo menos dois terços do máximo, para que problemas semelhantes fossem evitados em novos navios.

### Propulsão
Dois motores a vapor alternativos de expansão tripla verticais movidos por quatro caldeiras Scotch de duas extremidades acionavam hélices gêmeas, enquanto duas caldeiras Scotch de extremidade única forneciam vapor para máquinas auxiliares. Os motores foram projetados para fornecer 9 mil cavalos de potência, dando aos navios uma velocidade máxima de quinze nós (28 quilômetros por hora). Durante os testes de mar, que foram conduzidos com quantidades limitadas de carvão, munição e suprimentos a bordo, descobriu-se que a potência indicada e a velocidade máxima excediam os valores de projeto e existia uma variação significativa entre os três navios. Os motores de Indiana entregaram 9 700 cavalos, dando uma velocidade máxima de 15,6 nós. Massachusetts teve uma velocidade máxima de 16,2 nós com 10 400 cavalos de potência e Oregon atingiu uma velocidade de 16,8 nós com 11 mil cavalos de potência. Oito caldeiras Babcock & Wilcox, incluindo quatro com superaquecedores, foram instaladas em Indiana em 1904 e o mesmo número em Massachusetts em 1907 para substituir as obsoletas caldeiras Scotch.

## Navios
| Nome          | N° do casco | Construtor           | Batimento              | Lançado                 | Comissionado           | Destino                                                                                        |
| ------------- | ----------- | -------------------- | ---------------------- | ----------------------- | ---------------------- | ---------------------------------------------------------------------------------------------- |
| Indiana       | BB-1        | William Cramp & Sons | 7 de maio de 1891      | 28 de fevereiro de 1893 | 20 de novembro de 1895 | Afundado em testes de explosivos; usado como transporte de munições e vendido para sucata 1924 |
| Massachusetts | BB-2        | William Cramp & Sons | 25 de junho de 1891    | 10 de junho de 1893     | 10 de junho de 1896    | Afundado como navio-alvo em 1921; agora um recife artificial                                   |
| Oregon        | BB-3        | Union Iron Works     | 19 de novembro de 1891 | 26 de outubro de 1893   | 16 de julho de 1896    | Inicialmente preservado como museu; vendido para sucata em 1956                                |

### Indiana(BB-1)

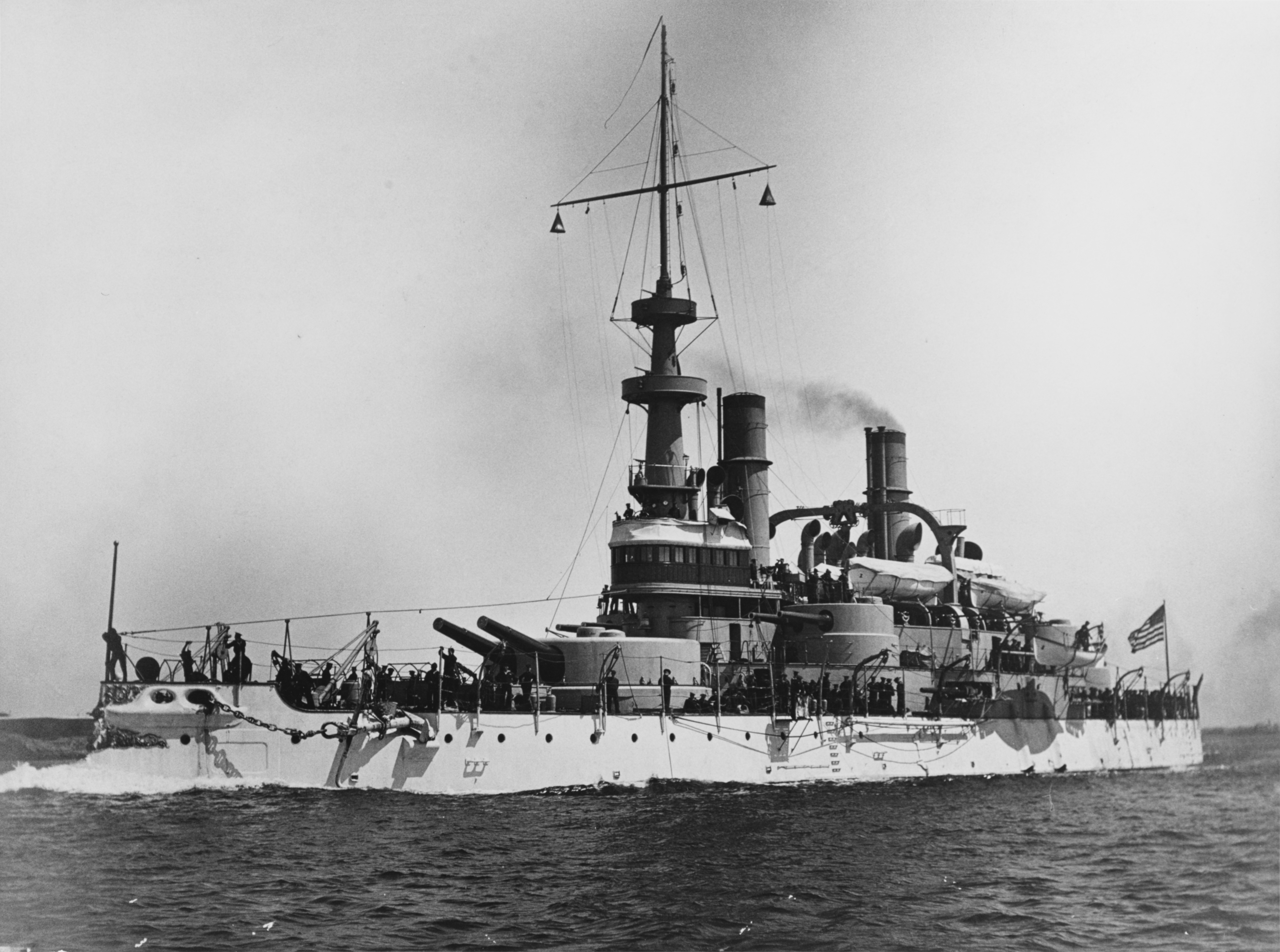
O Indiana em andamento

Comissionado em 1895, o Indiana não participou de nenhum evento notável até a eclosão da Guerra Hispano-Americana em 1898, quando fazia parte do Esquadrão do Atlântico Norte sob o comando do contra-almirante William T. Sampson. Seu esquadrão foi enviado para o porto espanhol de San Juan em uma tentativa de interceptar e destruir o esquadrão espanhol do almirante Cervera, que estava a caminho do Caribe vindo da Espanha. O porto estava vazio, mas Indiana e o resto do esquadrão o bombardearam por duas horas antes de perceber seu erro. Três semanas depois chegou a notícia de que o Esquadrão Voador do Comodoro Schley havia encontrado Cervera e agora o estava bloqueando no porto de Santiago de Cuba. Sampson reforçou Schley dois dias depois e assumiu o comando geral. Cervera viu que sua situação era desesperadora e tentou furar o bloqueio em 3 julho de 1898. O Indiana não se juntou à perseguição dos velozes cruzadores espanhóis por causa de sua posição extremamente à leste no bloqueio e baixa velocidade causada por problemas de motor, mas estava perto da entrada do porto quando os contratorpedeiros espanhóis Pluton e Furor emergiram. Juntamente com o encouraçado Iowa e o iate armado Gloucester, ele abriu fogo, destruindo os navios inimigos levemente blindados.
Após a guerra, o Indiana voltou aos exercícios de treinamento antes de ser desativado em 1903. O encouraçado foi recomissionado em janeiro de 1906 para funcionar como navio de treinamento até ser desativado novamente em 1914. Sua terceira comissão foi em 1917, quando serviu como navio de treinamento para artilheiros durante a Primeira Guerra Mundial. Ele foi desativado pela última vez em 31 de janeiro de 1919, logo após ser reclassificado Coast Battleship Number 1 para que o nome Indiana pudesse ser atribuído ao recém-autorizado - mas nunca concluído - encouraçado Indiana. Ele foi afundado em águas rasas como alvo em testes de explosão subaquática e bombardeio aéreo em novembro de 1920. Seu casco foi vendido como sucata em 19 de março de 1924.

### Massachusetts(BB-2)

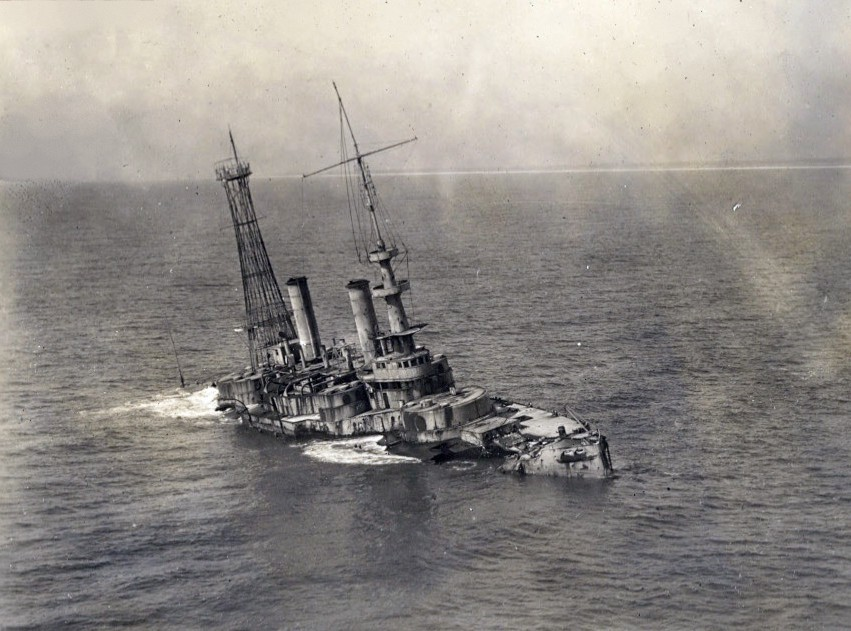
sendo afundado na costa de Pensacola

Entre o comissionamento em 1896 e a eclosão da Guerra Hispano-Americana em 1898, Massachusetts conduziu exercícios de treinamento na costa leste dos Estados Unidos. Durante a guerra, ele foi colocado no Esquadrão Voador sob o comando do Comodoro Winfield Scott Schley. Schley saiu em busca do esquadrão espanhol de Cervera e o encontrou no porto de Santiago. O encouraçado fez parte da frota de bloqueio até 3 julho, mas perdeu a Batalha de Santiago de Cuba, porque havia navegado para a Baía de Guantánamo na noite anterior para reabastecer carvão. No dia seguinte, o encouraçado voltou a Santiago, onde ele e o Texas dispararam contra o cruzador espanhol Reina Mercedes, que estava sendo afundado pelos espanhóis em uma tentativa fracassada de bloquear o canal de entrada do porto.
Durante os sete anos seguintes, o Massachusetts cruzou a costa atlântica e o leste do Caribe como membro do Esquadrão do Atlântico Norte e serviu por um ano como navio de treinamento para aspirantes da Academia Naval até ser desativado em janeiro de 1906. Em maio de 1910, ele foi colocado em comissão reduzida como navio de treinamento novamente antes de entrar na Frota de Reserva do Atlântico em setembro de 1912, onde permaneceu até ser desativado em maio de 1914. O Massachusetts foi recomissionado em junho de 1917 para servir como navio de treinamento para artilheiros durante a Primeira Guerra Mundial. Ele foi desativado pela última vez em 31 de março de 1919, após ser redesignado Coast Battleship Number 2 dois dias antes para que seu nome pudesse ser reutilizado para o USS Massachusetts (BB-54). Em 6 Em janeiro de 1921, ele foi afundado na costa de Pensacola e usado como alvo para o Forte Pickens. A Marinha tentou vendê-lo para sucata, mas nenhum comprador foi encontrado e em 1956 o navio foi declarado propriedade do estado da Flórida. O naufrágio é atualmente uma das reservas arqueológicas subaquáticas da Flórida e serve como um recife artificial.

### Oregon(BB-3)

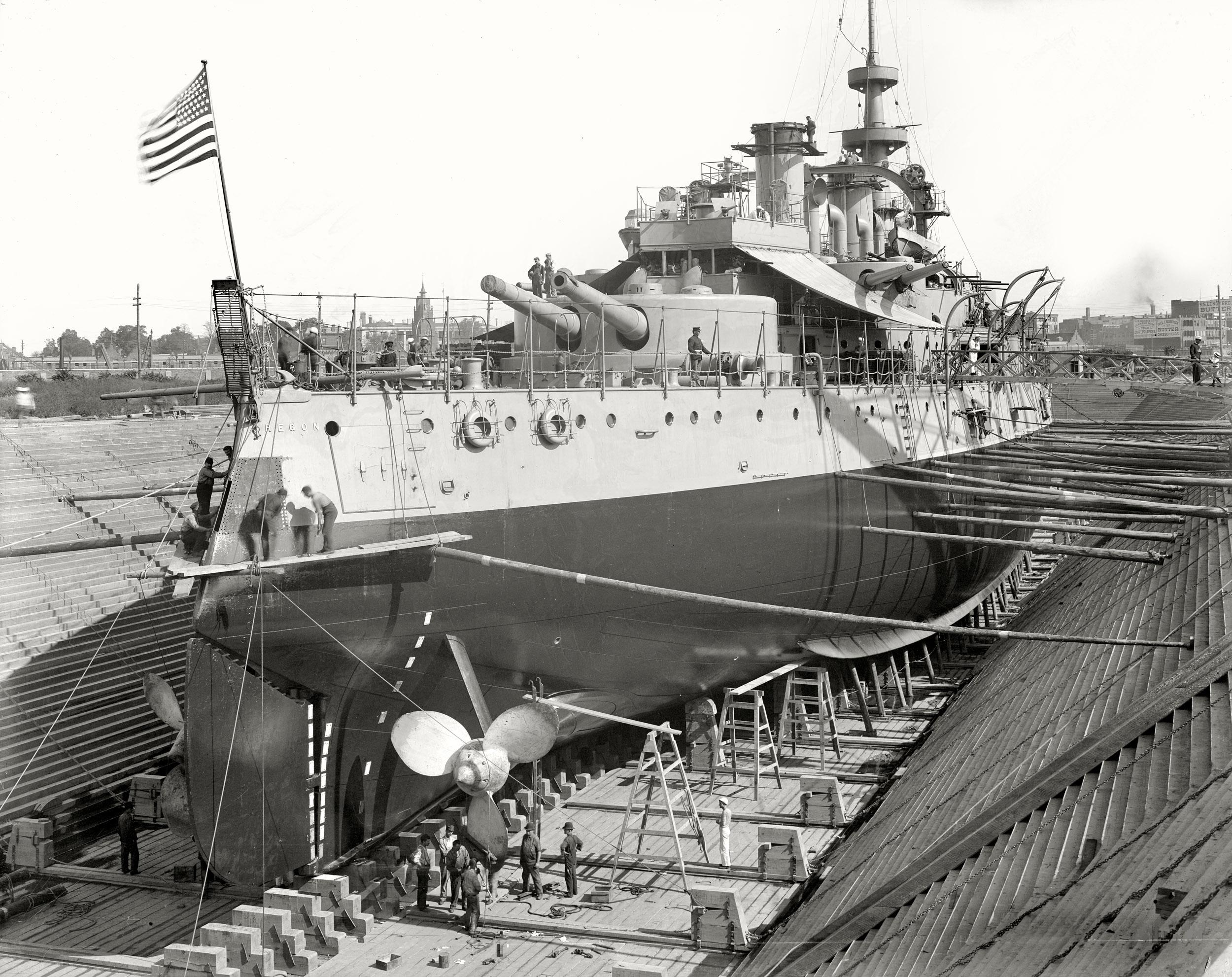
O USS Oregon em doca seca

O Oregon serviu por um curto período na Estação do Pacífico antes de receber ordens para uma viagem pela América do Sul até a costa leste em março de 1898, em preparação para a guerra com a Espanha. Ele partiu de São Francisco em 19 de março e chegou a Júpiter em 24 de maio, parando várias vezes para obter carvão adicional no caminho. Uma viagem de mais de 14 000 milhas náuticas foi concluída em 66 dias, o que foi considerado um feito notável na época. O Dictionary of American Naval Fighting Ships descreve o efeito da viagem no público e no governo americano da seguinte forma: "Por um lado, o feito demonstrou as muitas capacidades de um encouraçado pesado em todas as condições de vento e mar. Por outro, varreu toda a oposição à construção do Canal do Panamá, pois ficou claro que o país não podia se dar ao luxo de levar dois meses para enviar navios de guerra de uma costa a outra cada vez que surgia uma emergência". Depois de completar sua jornada, o Oregon recebeu ordens de se juntar ao bloqueio em Santiago como parte do Esquadrão do Atlântico Norte sob o comando do contra-almirante Sampson. Ele participou da Batalha de Santiago de Cuba, onde ele e o cruzador Brooklyn foram os únicos navios rápidos o suficiente para perseguir o cruzador espanhol Cristobal Colón, forçando sua rendição. Nessa época, ele recebeu o apelido de "Bulldog of the Navy", provavelmente por causa de sua alta onda de proa - conhecida como "ter um osso nos dentes" na gíria náutica - e perseverança durante o cruzeiro pela América do Sul e a batalha de Santiago.
Após a guerra, o Oregon foi reformado na cidade de Nova York antes de ser enviado de volta ao Pacífico, onde serviu como navio de guarda por dois anos. Ele serviu por um ano nas Filipinas durante a Guerra Filipino-Americana e depois passou um ano na China em Wusong durante a Rebelião dos Boxers até maio de 1901, quando recebeu ordem de voltar aos Estados Unidos para uma reforma. Em março de 1903, o Oregon retornou às águas asiáticas e o navio permaneceu no Extremo Oriente, retornando pouco antes do descomissionamento em abril de 1906. O Oregon foi recomissionado em agosto de 1911, mas viu pouca atividade e foi oficialmente colocado no status de reserva em 1914. Em 2 de janeiro de 1915, o navio foi devolvido à plena comissão e partiu para São Francisco para a Exposição Internacional Panamá-Pacífico. Um ano depois, ele voltou ao status de reserva, apenas para retornar à plena comissão em abril de 1917, quando os Estados Unidos entraram na Primeira Guerra Mundial. O Oregon atuou como uma das escoltas de navios de transporte durante a Intervenção Siberiana. Em junho de 1919, ele foi desativado, mas um mês depois foi temporariamente recomissionado como navio de revisão do presidente Woodrow Wilson durante a chegada da Frota do Pacífico a Seattle. Em outubro de 1919, ele foi desativado pela última vez. Como resultado do Tratado Naval de Washington, o Oregon foi declarado "incapaz de continuar o serviço bélico" em janeiro de 1924. Em junho de 1925, ele foi emprestado ao Estado de Oregon, que a utilizou como monumento flutuante e museu em Portland.
Em fevereiro de 1941, o Oregon foi redesignado como IX-22. Devido à eclosão da Segunda Guerra Mundial, foi decidido que o valor da sucata do navio era mais importante do que seu valor histórico, então ele foi vendido. Seu casco despojado foi posteriormente devolvido à Marinha e usado como barcaça de munição durante a batalha de Guam, onde permaneceu por vários anos. Durante um tufão em novembro de 1948, ele se soltou e foi para o mar. Ele foi localizada a 800 km à sudeste de Guam e rebocado de volta. Ele foi vendido em 15 de março de 1956 e sucateado no Japão.